# 维亚尔夫雷
维亚尔夫雷（義大利語：Vialfrè），是意大利都灵省的一个市镇。总面积4平方公里，人口252人，人口密度63.0人/平方公里（2009年）。ISTAT代码为001296。